# Long Player
Long Player è il secondo album in studio del gruppo musicale britannico Faces, pubblicato nel 1971.

## Tracce
- Lato 1

1. Bad 'n' Ruin – 5:24 (Ian McLagan, Rod Stewart)
2. Tell Everyone – 4:18 (Ronnie Lane)
3. Sweet Lady Mary – 5:49 (Ronnie Wood)
4. Richmond – 3:04 (Lane)
5. Maybe I'm Amazed – 5:53 (Paul McCartney)

Durata totale: 24:28
- Lato 2

1. Had Me a Real Good Time – 5:51 (Lane, Stewart, Wood)
2. On the Beach – 4:15 (Lane, Wood)
3. I Feel So Good – 8:49 (Big Bill Broonzy)
4. Jerusalem – 1:53 (tradizionale, arr. Wood)

Durata totale: 20:48

## Formazione
- Rod Stewart - voce
- Ronnie Lane - basso, chitarra, percussioni, voce
- Ronnie Wood - chitarre, cori
- Ian McLagan - piano, organo, tastiere
- Kenney Jones - batteria, percussioni
- Bobby Keys - sassofono
- Harry Beckett - tromba